# Championnat de Chypre de football 1947-1948
Navigation
Saison précédente Saison suivante
La saison 1947-1948 du Championnat de Chypre de football était la 11e édition officielle du championnat de première division à Chypre. Les cinq meilleurs clubs du pays se retrouvent au sein d'une poule unique, la Cypriot First Division, où ils s'affrontent deux fois, à domicile et à l'extérieur. Plusieurs changements au niveau des clubs inscrits ont lieu : l'EPA Larnaca, Pezoporikos Larnaca et l'Anorthosis Famagouste ne participent pas tandis qu'un club fait ses débuts en première division, l'AYMA Nicosie.
C'est l'APOEL Nicosie, tenant du titre, qui remporte le championnat en terminant une nouvelle fois la saison invaincue. C'est le 7e titre national de son histoire. L'APOEL manque le doublé Coupe-championnat en s'inclinant face à l'AEL Limassol en finale de la Coupe de Chypre.

## Les 5 clubs participants
| - APOEL Nicosie - Çetinkaya Türk SK - AEL Limassol - Olympiakos Nicosie - AYMA Nicosie |

## Compétition

### Classement
Le barème utilisé pour établir le classement est le suivant :
- Victoire : 2 points
- Match nul : 1 point
- Défaite : 0 point

| Rang | Équipe             | Pts | J | G | N | P | Bp | Bc | Diff |
| ---- | ------------------ | --- | - | - | - | - | -- | -- | ---- |
| 1    | APOEL Nicosie T    | 15  | 8 | 7 | 1 | 0 | 37 | 7  | +30  |
| 2    | AEL Limassol C     | 11  | 8 | 5 | 1 | 2 | 20 | 10 | +10  |
| 3    | Olympiakos Nicosie | 8   | 8 | 4 | 0 | 4 | 25 | 23 | +2   |
| 4    | AYMA Nicosie       | 5   | 8 | 2 | 1 | 5 | 12 | 26 | -14  |
| 5    | Çetinkaya Türk SK  | 1   | 8 | 0 | 1 | 7 | 6  | 34 | -28  |

|  | Vainqueur du championnat de Chypre 1947-1948                                           |
|  | T : Tenant du titre C : Vainqueur de la Coupe de Chypre P : Promu de deuxième division |

## Bilan de la saison
| Championnat de Chypre de football 1947-1948 |                          |
| Champion                                    | APOEL Nicosie (7e titre) |
| Coupes et trophées                          |                          |
| Vainqueur de la Coupe de Chypre 1947-1948   | AEL Limassol             |
| Promotions et relégations                   |                          |
| Promus en Cypriot First Division            | Aucun                    |
| Relégués en Cypriot Second Division         | Aucun                    |